# Watertoren (Zoetermeer)
De watertoren in Zoetermeer is ontworpen door architect C. Visser uit Delft en is gebouwd in 1927-1928 voor de Stichting Drinkwaterleiding De Tien Gemeenten. De watertoren heeft een hoogte van 48,65 meter en één waterreservoir van 500 m³. Rond het pleintje om de toren bevinden zich stenen met namen en afstanden tot de toenmalige dertien deelnemende gemeenten, rond de ingangsdeur bevinden zich de wapenschilden van de gemeenten (uitgezonderd de wapens van Stompwijk en Veur) het bouwjaar en het provinciewapen van Zuid-Holland.
| Wassenaar     | 12,6 km |
| Stompwijk     | 5,6 km  |
| Zoetermeer    | 2,0 km  |
| Zegwaart      | 2,0 km  |
| Benthuizen    | 5,7 km  |
| Moerkapelle   | 6,6 km  |
| Zevenhuizen   | 7,7 km  |
| Bleiswijk     | 4,8 km  |
| Bergschenhoek | 5,9 km  |
| Berkel        | 5,4 km  |
| Pijnacker     | 3,8 km  |
| Nootdorp      | 5,9 km  |
| Veur          | 7,0 km  |

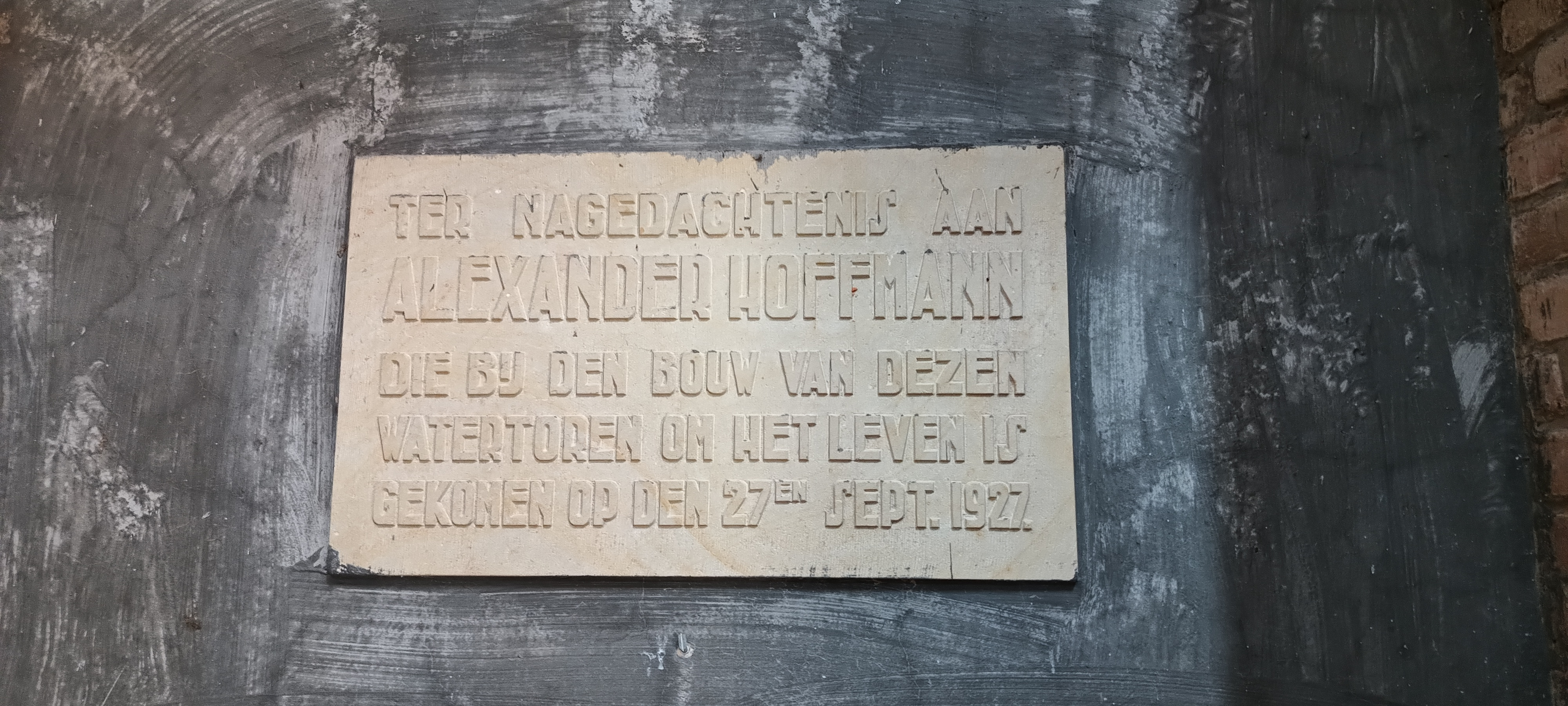
Gedenksteen Alexander Hoffmann

Een schaalmodel van de Zoetermeerse watertoren is te zien in Madurodam.
In 2006 was er een plan van bouwonderneming ERA Bouw voor de herbestemming van de toren. Dit plan kon geen doorgang krijgen. De laatste renovatie van de watertoren vond in 1962 plaats.
In augustus 2008 bleek dat er door betonrot stukken van het gebouw afvielen. In afwachting van restauratie en verbouwing tot kenniscentrum voor duurzame energie is het terrein rond te toren met hekken afgezet. Anno 2012 staat de toren helemaal in de steigers, waarmee begonnen is met de renovatie van het monumentale bouwwerk.
Het dak is inmiddels vernieuwd en de hekken zijn verleden tijd.
Het meest recente plan is om er een B&B van te maken. Dit plan wordt uitgevoerd in opdracht van de huidige eigenaar en ondernemer H. Van Dorp. De oplevering zal eind 2019 zijn. Het dak zal overigens worden vervangen door een glazen dak. Tot einde 2020 zijn er echter nog geen werkzaamheden aan het gebouw verricht.
De watertoren van Zoetermeer is in 2008 afgebeeld op het postzegelvel van Zoetermeer in de Mooi Nederland serie. Er zijn 117.000 exemplaren uitgegeven.